# ترمبین
ترمبین (به لاتین: Trębin) یک روستا در لهستان است که در Gmina Radzanowo واقع شده‌است.